# Græse Kirke
Græse Kirke ligger i landsbyen Græse ca. 3 km NØ for Frederikssund (Region Hovedstaden).

## Eksterne kilder og henvisninger
- Wikimedia Commons har flere filer relateret til Græse Kirke
- Græse Kirke på KortTilKirken.dk
- Græse Kirke hos danmarkskirker.natmus.dk (Danmarks Kirker, Nationalmuseet)